# Aflah al-Fatah
Aflah al-Fatah (ca 970- Almería, julio de 1014), régulo de la Taifa de Almería, de origen eslavo.

## Biografía
Fue un saqaliba, esclavo, de origen eslavo. En agosto de 1010 fue co-soberano de la Taifa, junto a Abd al-Rahman ibn Rawis. La Taifa de Almería estaba supeditada, no obstante, al Califato de Córdoba. Poco después, se desataron las pugnas y las disputas entre Aflah y Rawis, por lo que este último abandonaría Almería, ocupando la aljama de Pechina con la ayuda de un contingente bereber, donde se afincó; allí falleció poco después, asesinado probablemente por esbirros de Aflah. A partir de 1011, el régulo sería co-soberano de la taifa junto a Bin Hamid, pero pronto se sucederían los encontronazos por el poder. Así, la Primera Crónica General de España y la crónica de Rodrigo Ximénez de Rada citan que en sus pugnas intestinas tomaron parte los abid (esclavos sudaneses). En julio de 1014, su rival Bin Hamid llamó a Jayrán para vencerle, quien se presentó en Almería con una numerosa escuadra de caballería. El régulo se recluyó con sus familiares en la Alcazaba, durante la veintena de días del Sitio de Almería. Al irrumpir en la fortaleza, le dio muerte a él y a sus familiares, lanzando los cadáveres al Mediterráneo.
De 1010 hasta su muerte, tuvo que compartir el poder en su taifa con otros gobernadores, siendo asesinado por Jayrán, quien le sucedió.
El historiador andalusí del S.XIV, Ibn al-Jatib, en A'mal al-a'lam (Gestas de los hombres), lo califica como "zafio, grosero, ignorante y vanidoso"